# ジェームズ・マースデン
ジェームズ・ポール・マースデン（James Paul Marsden, 1973年9月18日 - ）は、アメリカ合衆国の俳優。ジミー・マースデン（Jimmy Marsden）と表記されることもある。オクラホマ州出身。オクラホマ州立大学中退。

## 生い立ち
1973年9月18日、オクラホマ州スティルウォーター出身。カンザス州立大学の教授である父と、栄養士の母の間に生まれる。両親は彼が9歳の時に離婚している。年下の兄弟ジェニファーとエリザベス、ジェフとロバートがいる。
女優のリサ・リンド（エルヴィス・プレスリーにも『Burning Love』など楽曲提供した、カントリー歌手のデニス・リンドの娘）と結婚。息子のジャックと娘のメアリーがいるが、2011年に離婚。2012年にはブラジル人モデルのローズ・コスタとの間に男児が生まれている。

## 来歴
若い頃は非常に内気だったが、母の勧めで演劇を始めたことから演技に目覚める。
家族旅行で訪れたハワイでの俳優のカーク・キャメロンとキャンディス・キャメロン兄妹との出会いがきっかけで俳優になることを決意。父の友人を頼りにロサンゼルスへ移り、俳優としての活動を始めた。
90年代はテレビを中心に活躍し、短命ではあったが『Second Noah』というドラマにおいては主役級の役を演じた。このドラマの頃から歌声を披露している。
メジャー映画デビューとなったのは98年の学園ホラー『洗脳』で、当時『ドーソンズ・クリーク』で人気を博していたケイティ・ホームズと共演。2000年のケイト・ハドソンらと共演した『ゴシップ』では主役を演じ、同年公開の人気アメリカン・コミックの映画化『X-メン』において目から破壊光線を発射するサイクロップス役を演じた。
2001年には人気ドラマ『アリーmy Love』に若手弁護士グレン・フォイ役で13話出演。
その後はブラックコメディ『クライムチアーズ』で頭の弱いクォーターバックを、ゲイリー・オールドマンらと共演した『アメージング・ハイウェイ60』では悩める主人公を演じる。
2003年に『X-MEN2』に出演した後は、全米でサプライズヒットとなったラブロマンス『きみに読む物語』で、ヒロインの婚約者ロンを演じた。2004年から2006年にかけて、日本劇場未公開の作品ではHIVを題材にした『The 24th Day』でゲイの青年役、グレン・クロース、エリザベス・バンクス共演の『Heights』では隠された過去を持つ弁護士を演じ、マフィア映画『狼の街』ではジョバンニ・リビシらと共演。インディーズ映画への出演が目立つ年となっている。
その後『X-MEN:ファイナル ディシジョン』は少ない出番となったが、その代わりに『スーパーマン リターンズ』ではヒロインのロイス・レインの婚約者リチャード役を演じた。
2007年、大ヒットブロードウェイミュージカルの映画化『ヘアスプレー』では、主人公の憧れの番組『コーニーコリンズショー』のホスト、コーニー・コリンズを演じ、歌とダンスを披露した。続くディズニー映画『魔法にかけられて』では、おとぎの国から現実世界へやってきたエドワード王子を演じ、再び歌声を披露した。
2008年、キャサリン・ハイグル共演のロマンティックコメディ『幸せになるための27のドレス』は、近年のロマンティックコメディとしては好調の7,500万ドルを超えるヒットを記録。続くティーンコメディ『Sex Drive』では主人公の少年をいじめる兄役で再びコミカルな役を演じた。
2009年はキャメロン・ディアス共演のスリラー『運命のボタン』に出演。
2010年、マーティン・ローレンス、トレイシー・モーガンらと共演の 『ハウエルズ家のちょっとおかしなお葬式』のハリウッドリメイク『Death at a Funeral』に出演した。
2011年は、『アルビン/歌うシマリス3兄弟』のスタッフが再集結するCGアニメーション『イースターラビットのキャンディ工場』に出演したほか、1971年のダスティン・ホフマン主演のスリラー『わらの犬』のリメイク作に出演した。

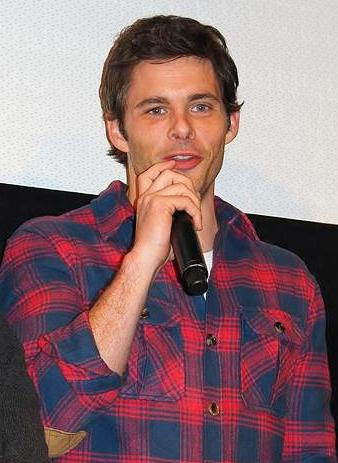
2012年

2012年には2008年のベルギー映画『ロフト.』のリメイクへの出演が決定し、カール・アーバン、ウェントワース・ミラーと共演する。この他にもフランク・ランジェラと再共演する『素敵な相棒 〜フランクじいさんとロボットヘルパー〜』とキルスティン・ダンスト、アイラ・フィッシャーらと共演する『バチェロレッテ あの子が結婚するなんて!』の公開が控えている。
また、2013年には『As cool as I am』でクレア・デインズとの共演が決まっている。
2009年公開予定だった『Nailed』は撮影が完了していない。2011年3月テストスクリーニングが行われたが公開されるかは不明。

### 歌唱力
- プロ並みの歌唱力であり、ポップスからシナトラまで歌いこなすが、高校時代に聖歌隊に入っていた以外本格的な歌の訓練は受けていない。よく聴く歌手はフランク・シナトラやハリー・コニック・ジュニアだという。
- 『ゴシップ』において「GLOW」という曲を歌っているが、本編では彼の歌う部分はほとんど入っておらず、この曲はサントラでしか聴くことが出来ない。
- 『アリーmy Love』グレン役が決まる以前に、番組のプロデューサーであるデビッド・E・ケリー（ミシェル・ファイファーの夫である）が偶然にもGQ誌の出版記念パーティでマースデンがシナトラを歌うビデオを見ており、マースデンの出演が決まった際「もっとシナトラを歌ってもらおう。」ということになり、本人もミュージカルシーンの多いこのドラマで歌うことを受諾した。このときのデモテープを聴いたアダム・シャンクマン監督が彼を気に入り、『ヘアスプレー』出演をオファーした。サラ・ジェシカ・パーカーの香水「LOVELY」のCMではイメージソングも担当している。
- 『X-MEN』シリーズで共演したヒュー・ジャックマンに彼が主演するブロードウェイミュージカル『ザ・ボーイ・フロム・オズ』04年公演に主人公の恋人グレッグ役で出演を、と打診されるが、スケジュールの都合上実現しなかった[8]。
- 『魔法にかけられて』で共演したエイミー・アダムスは『パル・ジョーイ』といった作品でマースデンとブロードウェイで再共演したいと発言した[9]。

### モデル
- Versaceのモデルを務めたこともある。
- ベン・スティラー主演の『ズーランダー』ではエイブラハム・リンカーンを暗殺したモデル兼俳優のジョン・ウィルクス・ブースとしてほんの数秒出演している。
- 2007年11月から2008年1月の間、GAPのホリデーシーズンモデルに起用され、日本店舗でもショーケースに特大タペストリー、店内ポスターなどが飾られた。ちなみに日本版のポスターは、店頭に飾ってあったものとGAPジャパンのホームページ内で公開されていたものの2パターンが存在した。
- 2011年、Band Of Outsidersのモデルに起用された[10]。

## エピソード
- 若い頃から『トップガン』や『デイズ・オブ・サンダー』といったトム・クルーズの映画のファンだった[11]。
- 『真実の行方』のアーロン役（エドワード・ノートンが演じた）を逃し、ライアン・フィリップ主演の『54 フィフティ★フォー』の出演依頼を断っている。
- 『X-メン』において恋人のジーン・グレイ役のファムケ・ヤンセンや、原作ではサイクロップスより身長が低いはずのウルヴァリン役のヒュー・ジャックマンの身長が彼より高かったために、撮影中は台にのるか、シークレットブーツを履いていた。この台にスタッフやマースデン本人がよくつまづいていた（DVDのコメンタリー参照）
- 『X-MEN:ファイナル ディシジョン』において、彼の演じたサイクロップスの出演時間が大幅に減ったのは、前2作の監督であるブライアン・シンガー監督が、『スーパーマンリターンズ』に彼を引き連れていったため、スケジュールが合わなくなってしまったためである[12]。
- 彼の演じたサイクロップスが登場するパロディ映画『鉄板英雄伝説』と、彼の演じたエドワード王子がモデルと見られる王子が登場する『ディザスター・ムービー!おバカは地球を救う』では、マースデンを意識してかこの2役は同じ俳優によって演じられている。
- ドラマ『アグリー・ベティ』では第2シーズンの劇中において、主人公ベティが同僚の女性から『幸せになるための27のドレス』を一緒に見に行こうと誘われるシーンがあり、マースデンに関するセリフが登場する。

## 来日
2000年秋、『X-メン』のプロモーションのため、ファムケ・ヤンセン、アンナ・パキンと共に初来日。
2008年春、『魔法にかけられて』のプロモーションのため来日予定であったが、急きょ新作の撮影に入ることになり、日程直前に来日中止に。一緒に来日予定だったパトリック・デンプシーは、『FLIX』誌において「ジミーは来日をとても楽しみにしていたんだよ。しかし新作の撮影が始まってしまい、とても残念がっていた。」とコメントした。

## フィルモグラフィ

### 映画
| 年   | 題名                                                                                              | 役名                                | 備考                                                          | 吹き替え                 |
| ---- | ------------------------------------------------------------------------------------------------- | ----------------------------------- | ------------------------------------------------------------- | ------------------------ |
| 1994 | No Dessert, Dad, Till You Mow the Lawn                                                            | タイラー・コクラン                  |                                                               | N/A                      |
| 1996 | FBIファイル第一級指定/パブリック・エネミー Public Enemies                                         | ドク・バーカー                      |                                                               |                          |
| 1997 | エッジ・オブ・イノセンス On the Edge of Innocence                                                 | ジェイク・ウォーカー                | テレビ映画                                                    |                          |
| 1997 | ベラ・マフィア/ファミリーの女たち Bella Mafia                                                     | ルカ                                | テレビ映画                                                    |                          |
| 1998 | 洗脳 Disturbing Behavior                                                                          | スティーヴ・クラーク                |                                                               | 石川禅                   |
| 2000 | ゴシップ Gossip                                                                                   | デリック・ウェブ                    |                                                               |                          |
| 2000 | X-メン X-Men The Movie                                                                            | スコット・サマーズ / サイクロップス | 檀臣幸（ソフト版） 中原茂（テレビ朝日版）                     |                          |
| 2001 | ズーランダー Zoolander                                                                            | ジョン・ウィルクス・ブース          | カメオ出演                                                    | （台詞なし）             |
| 2001 | クライムチアーズ Sugar & Spice                                                                    | ジャック・バートレット              |                                                               |                          |
| 2002 | アメージング・ハイウェイ60 Interstate60                                                           | ニール・オリバー                    | 草尾毅                                                        |                          |
| 2003 | X-MEN2 X-Men united                                                                               | スコット・サマーズ / サイクロップス | 檀臣幸（劇場公開版） 中原茂（テレビ朝日版）                   |                          |
| 2004 | きみに読む物語 The Notebook                                                                       | ロン・ハモンド                      | 森川智之                                                      |                          |
| 2006 | 浮気のアリバイ作ります。 The Alibi                                                                | ウェンデル・ハッチ                  | DVDリリース                                                   | （吹き替え版なし）       |
| 2006 | 狼の街 10th & Wolf                                                                                | トミー                              |                                                               | 石川英郎                 |
| 2006 | X-MEN:ファイナル ディシジョン X-Men: The Last Stand                                               | スコット・サマーズ / サイクロップス | 檀臣幸（劇場公開版） 中原茂（テレビ朝日版）                   |                          |
| 2006 | スーパーマン リターンズ Superman Returns                                                          | リチャード・ホワイト                | サターン賞助演男優賞ノミネート                                | 平田広明                 |
| 2007 | ヘアスプレー Hairspray                                                                            | コーニー・コリンズ                  | Hollywood Film Festival & Hollywood Awards-Musical/Comedy受賞 | 横堀悦夫                 |
| 2007 | 魔法にかけられて Enchanted                                                                        | エドワード王子                      | ティーン・チョイス・アワードノミネート                        | 畠中洋                   |
| 2008 | 幸せになるための27のドレス 27Dresses                                                              | マルコム・ケビン・ドイル            | ティーン・チョイス・アワードノミネート                        | 檀臣幸                   |
| 2008 | セックスドライブ Sex Drive                                                                        | レックス                            |                                                               |                          |
| 2009 | 運命のボタン The Box                                                                              | アーサー・ルイス                    | 第36回サターン賞ホラー映画部門ノミネート                      | 桐本琢也                 |
| 2010 | お葬式に乾杯! Death at a Funeral                                                                  | オスカー                            | ティーン・チョイス・アワードノミネート                        |                          |
| 2010 | キャッツ&ドッグス 地球最大の肉球大戦争 Cats & Dogs: The Revenge of Kitty Galore                   | ディッグス                          | 声の出演                                                      | 浪川大輔                 |
| 2011 | イースターラビットのキャンディ工場 Hop                                                            | フレッド・オヘア                    |                                                               | 千葉雄大                 |
| 2011 | わらの犬 Straw Dogs                                                                               | デヴィット・サムナー                | 佐藤拓也                                                      |                          |
| 2012 | 素敵な相棒 〜フランクじいさんとロボットヘルパー〜 Robot and Frank                                 | ハンター・ウェルド                  | （吹き替え版なし）                                            |                          |
| 2012 | バチェロレッテ あの子が結婚するなんて! Bachelorette                                               | トレバー・グラハム                  | 玉木雅士                                                      |                          |
| 2012 | スモール・アパートメント ワケアリ物件の隣人たち Small Apartments                                  | バーナード・フランクリン            | 川田紳司                                                      |                          |
| 2013 | あしたの家族のつくり方 As Cool as I Am                                                            | チャック・ダイヤモンド              |                                                               |                          |
| 2013 | 2ガンズ 2 Guns                                                                                    | ハロルド・クインス                  | 玉木雅士                                                      |                          |
| 2013 | 大統領の執事の涙 Lee Daniels' The Butler                                                          | ジョン・F・ケネディ                 | 佐々木啓夫（ソフト版） 綱島郷太郎（BSジャパン版）             |                          |
| 2013 | かぐや姫の物語 The Tale of the Princess Kaguya                                                    | 石作皇子                            | 声の出演（米国版）                                            | 上川隆也（原語版の声優） |
| 2013 | 俺たちニュースキャスター 史上最低!?の視聴率バトルinニューヨーク Anchorman 2: The Legend Continues | ジャック・ライム                    |                                                               | （吹き替え版なし）       |
| 2014 | 恋するブロンド・キャスター Walk of Shame                                                          | ゴードン                            | 不明                                                          |                          |
| 2014 | X-MEN:フューチャー&パスト X-Men: Days of Future Past                                              | スコット・サマーズ / サイクロップス | カメオ出演                                                    | 倉富亮                   |
| 2014 | パーフェクト・ルーム The Loft                                                                     | クリス・ヴァノウェン                |                                                               | 阪口周平                 |
| 2014 | かけがえのない人 The Best of Me                                                                   | ドーソン・コール                    | 土田大                                                        |                          |
| 2015 | バッド・ブロマンス The D Train                                                                    | オリヴァー・ローレス                | DVDリリース                                                   | 志賀麻登佳               |
| 2015 | 世界にひとつのロマンティック Accidental Love                                                      | スコット                            |                                                               | 松原大典                 |
| 2015 | ビジネス・ウォーズ Unfinished Business                                                            | ジム・スピンチ                      | 鶴岡聡                                                        |                          |
| 2017 | 記者たち 衝撃と畏怖の真実 Shock and Awe                                                           | ウォーレン・ストロベル              | 峰晃弘                                                        |                          |
| 2019 | ワンス・アポン・ア・タイム・イン・ハリウッド Once Upon a Time in Hollywood                        | バート・レイノルズ                  | 出演シーンカット                                              | N/A                      |
| 2020 | ソニック・ザ・ムービー Sonic the Hedgehog                                                         | トム・ワカウスキー                  |                                                               | 中村悠一                 |
| 2021 | ボス・ベイビー ファミリー・ミッション The Boss Baby: Family Business                              | ティム・テンプルトン                | 声の出演                                                      | 宮野真守                 |
| 2021 | マイリトルポニー: 新しい世界 My Little Pony: A New Generation                                     | ヒッチトレイルブレイザー            | 声の出演                                                      | 武内駿輔                 |
| 2022 | ソニック・ザ・ムービー/ソニック VS ナックルズ Sonic the Hedgehog 2                                | トム・ワカウスキー                  |                                                               | 中村悠一                 |
| 2022 | 魔法にかけられて2 Disenchanted                                                                    | エドワード王子                      | Disney+オリジナル映画                                         | 畠中洋                   |
| 2023 | Knox Goes Away                                                                                    | マイルズ                            |                                                               | N/A                      |
| 2023 | パウ・パトロール ザ・マイティ・ムービー Paw Patrol: The Mighty Movie                              | ハンク                              | 声の出演                                                      | 日野聡                   |
| 2024 | アンフロステッド: ポップタルトをめぐる物語 Unfrosted                                              | ジャック・ラレイン                  | Netflixオリジナル映画                                         |                          |
| 2024 | ソニック×シャドウ TOKYO MISSION Sonic the Hedgehog 3                                              | トム・ワカウスキー                  |                                                               | 中村悠一                 |
| 2026 | アベンジャーズ/ドゥームズデイ Avengers: Doomsday                                                  | スコット・サマーズ / サイクロップス |                                                               |                          |
| TBA  | Mike & Nick & Nick & Alice                                                                        |                                     | 撮影中                                                        |                          |

### テレビシリーズ
| 年              | 題名                                                  | 役名                            | 備考                                             | 吹き替え |
| --------------- | ----------------------------------------------------- | ------------------------------- | ------------------------------------------------ | -------- |
| 1996-1997       | Second Noah                                           | リッキー・ベケット              | 計21話出演                                       | N/A      |
| 2001-2002       | アリー my Love Ally Mcbeal                            | グレン・フォイ                  | シーズン5:計13話出演                             | 小森創介 |
| 2011            | モダン・ファミリー modern family                      | バリー                          | シーズン2第11話「ご近所さんに要注意」            |          |
| 2012-2013       | 30 ROCK/サーティー・ロック 30 Rock                    | クリス                          | シーズン6:計9話出演 シーズン7:計4話出演          |          |
| 2014-2016       | なんだかんだワンダー wander over yonder               | ブラッド・スターライト卿        | 声の出演 シーズン1:計2話出演 シーズン2:計1話出演 |          |
| 2016-2018, 2022 | ウエストワールド Westworld                            | テディ・フラッド                | 計28話出演                                       | 福田賢二 |
| 2019-2022       | デッド・トゥ・ミー 〜さようならの裏に〜 Dead to Me    | スティーヴ・ウッド ベン・ウッド | 計28話出演                                       | 玉木雅士 |
| 2020            | ミセス・アメリカ〜時代に挑んだ女たち〜 Mrs. America   | フィル・クレーン                | 計4話出演                                        | 高橋広樹 |
| 2020-2021       | ザ・スタンド The Stand                                | スチュ・レッドマン              | 計9話出演                                        | 宮内敦士 |
| 2023            | ジュリー・デューティ 〜17日間の陪審員体験〜 Jury Duty | 本人役                          | 計8話出演                                        |          |
| 2025            | Paradise                                              | カル・ブラッドフォード大統領    |                                                  |          |